# Olindina
Olindina is een gemeente in de Braziliaanse deelstaat Bahia. De gemeente telt 24.557 inwoners (schatting 2009).